# Комплекс з виробництва добрив у Вішакхапатнамі
Комплекс з виробництва добрив у Вішакхапатнамі – підприємство індійської хімічної промисловості, що діє у штаті Андхра-Прадеш.
Майданчик, який почав роботу у 1967 році, спеціалізується на виробництві комплексних добрив і може продукувати фосфат сульфат амонію (отримують шляхом взаємодії аміаку з фосфорною та сульфатною кислотою), діамонійфосфат (продукт реакції аміаку та фосфорної кислоти) та азотно-фосфорно-калійні добрива (NPK, потребують для свого виготовлення хлориду калію). Сукупна річна потужність заводу станом на початок 2020-х становить 1,3 млн тон, при цьому в 2021/2022 бюджетному році фактичний випуск склав 1062 тисячі тон (всі – NPK).
Завод частково забезпечує себе напівфабрикатами. Так, ще в 1975-му тут запустили лінію сульфатної кислоти, яка наразі вже виведена з експлуатації, проте випуск цієї речовини продовжує друга лінія потужністю 600 тисяч тон на рік. Крім того, у 2021-му оголосили про наміри спорудити третю лінію річною потужністю 500 тисяч тон. Головним застосуванням сульфатної кислоти є обробка фосфоритів із отриманням іншого важливого напівфабрикату – фосфорної кислоти (її випуск розпочали у Вішакхапатнамі ще в 1968 році). Станом на початок 2020-х потужність заводу по фосфорній кислоті становила 257 (за іншими даними – біля 400) тисяч тон на рік.
Аміак первісно також випускали на самому майданчику, при цьому як сировина використовувалась суміш легких вуглеводнів – naphtha. Втім, наразі завод не рахується серед виробників аміаку та закуповує цей продукт на ринку. Також припинений випуск такого комплексного добрива як фосфат амонію сечовини.
Виробничий майданчик належить компанії Coromandel Fertilisers Limited, найбільшим учасником якої є група EID Parry.